# Global Network of Rainbow Catholics
Das Global Network of Rainbow Catholics (GNRC) ist ein internationaler Zusammenschluss römisch-katholischer Menschen mit LSBT-Hintergrund.

## Geschichte
Das GNRC entstand im Umfeld der Familiensynode 2014 in Rom. Römisch-katholische LSBT hatten sich dort gleichzeitig zu einer theologischen Konferenz getroffen und zum 3. Oktober 2014 das GNRC gegründet. Zu den Gründungsmitgliedern gehörten:
- ACGIL (Spanien, Katalonien)
- Ali d‘Aquila (Italien)
- Drachma Parents Group (Malta)
- European Forum of LGBT Christian Groups
- Fondo Samaria (Italien)
- gionata.org (Italien)
- Ichthys (Spanien)
- New Ways Ministy (USA)
- Nuova Proposta (Italien)
- Westminster Pastoral Council (Großbritannien)
- Wiara i Tecza (Polen)

Mittlerweile (2018) gehören dem Verein Mitglieder aus mehr als 35 Staaten an. 2015 kam es zu einem ersten gemeinsamen Treffen, 2017 erneut, diesmal in Dachau und München.

## Struktur
Es handelt sich im Wesentlichen um einen Dachverband entsprechender Gruppen auf nationaler Ebene und internationaler Organisationen. Aber auch die persönliche Mitgliedschaft ist möglich, was vor allem für Menschen aus den Ländern wichtig ist, in denen der Staat LGBT-Vereinsgründungen behindert.
GNCR ist als gemeinnütziger Verein nach italienischem Recht konstituiert, mit Sitz in Rom. Im Vorstand sind Mitglieder aus allen Kontinenten vertreten. Geschäftssprache ist Englisch.
GNCR finanziert sich aus Spenden und wird von ehrenamtlichem Engagement getragen.

## Ziele
Der Verein will die internationale Vernetzung der Betroffenen gegenüber der ja ebenfalls international aufgestellten römisch-katholischen Kirche stärken. Durch Informationsmaterial will er aufklären. Er beobachtet alle offiziellen Statements der römisch-katholischen Kirche und kommentiert deren LSBT-relevanten Aussagen mit eigenen Stellungnahmen. Er setzt sich innerhalb der römisch-katholischen Kirche und darüber hinaus für Seelsorge, Integration, Gleichberechtigung, insbesondere gleichberechtigte Teilhabe, die Anerkennung von LGBT-Personen und ihrer Familien ein sowie für das Primat der Menschenrechte, auch gegenüber hergebrachten Traditionen und Dogmen ein. GNRC versucht, über diese Themen mit der römisch-katholischen Kirche in einen Dialog zu treten.